# German-American Automobile Company
German-American Automobile Company war ein US-amerikanischer Hersteller von Automobilen.

## Unternehmensgeschichte
Das Unternehmen wurde am 22. Januar 1902 in New York City gegründet. William N. Beach war Präsident, John L. Schultz Superintendent und James MacNaughton Generalmanager. Schultz war vorher für die Daimler-Motoren-Gesellschaft tätig. Sie begannen mit der Produktion von Automobilen. Der Markenname lautete German-American. Bereits im September 1902 begann die Insolvenz. Am 21. Januar 1903 wurde der Bankrott erklärt. Insgesamt entstanden nicht viele Fahrzeuge.
MacNaughton betrieb später die James MacNaughton Motor Car Company.

## Fahrzeuge
Das einzige Modell ähnelte dem damaligen Daimler. Es war nach Herstellerangaben auf die besonderen Bedürfnisse amerikanischer Fahrer und Anforderungen amerikanischer Straßen ausgelegt. Das Fahrgestell war besonders kräftig ausgelegt. Die Fahrzeuge hatten Frontmotor und Hinterradantrieb. Der Vierzylindermotor leistete 24 PS. Eine Abbildung zeigt einen offenen Runabout mit Platz für zwei Personen.